# Stammliste von Wasserburg
Stammliste von Wasserburg mit den in der Wikipedia vertretenen Personen und wichtigen Zwischengliedern.
Die mangelhafte, oft fehlerhafte, Quellenlage betrifft den gesamten Zeitraum aller Familienzweige. Gesicherte Daten sind urkundlich genannt, Geburts- und Sterbedaten o. g. Zeiträume jedoch oft ungesichert und nach höchstmöglicher Wahrscheinlichkeit der oft abweichenden Datenquellen unter Vorbehalt zu betrachten. Es bleiben genealogische Details, sogar die Zuordnung von Mitgliedern des Hauses, ungeklärt.
In der Literatur mehrfach erwähnt wird auch eine direkte Abstammung der Grafen von Wasserburg von Arnold, Graf von Dießen. Damit würde die Stammliste von Wasserburg an dieser Stelle unmittelbar an die Stammliste des Hauses Andechs anschließen.

## Die Grafen von Wasserburg (Hallgrafen)
Als Erster erscheint ein Graf Heinrich von Wasserburg, († 28. Januar); ⚭ () Gisela von Schweinfurt, (* (1045/1050); † 22. Februar (nach 1090)), (⚭ II: () Arnold, Graf von Dießen (1070–1091), Hallgraf (1063–1080), († nach 8. Februar 1091; ▭ in Atile), Sohn von Friedrich III., Graf von Dießen, (Graf von Andechs), Domvogt von Regensburg (1035), (1005–1075) und Irmgard (von Gilching) (–)), Tochter von Markgraf Otto III. von Schweinfurt, Herzog von Schwaben, (um 995–1057) und Irmgard (Aemilia/Immula) von Susa (–1078). Sie hatten vermutlich folgende Nachkommen:
A1. Gebhard I. von Wasserburg, von Diessen (1099), (* (1070/1075); † 3. Oktober (1102)); ⚭ (nach 1098) Richgard von Sponheim  († 10. April (1130)), (⚭ I: (vor 1108) Berthold I. von Regensburg und Schwarzenburg († vor 1108), Sohn von unbekannt; ⚭ II: ((1090)) Markgraf Poppo II. von Krain und Istrien († 1098), Sohn von Markgraf Ulrich I. von Krain (1045) und Istrien (1060), (–1070) und Sophia von Ungarn ((1045/1050)–1095)), Tochter von Graf Engelbert I. von Sponheim, Graf im Pustergau, (–1096) und Hedwig (von Sachsen) (–)
B1. Engelbert, Hallgraf (1116/1124), von Lindburg (1129), von Attel, Graf von Wasserburg (1138), (*(1099/1102); † 20. September 1161); ⚭ (vor 1145) Hedwig von Viechtenstein (Formbach), († 4. Februar 1170; ▭ in Reichersberg), Tochter von Dietrich, Graf von Viechtenstein (Formbach) (–(1145)) und Adelheid N.N. (–)
C1. Ekkehard
C2. Gebhard II., Graf von Viechtenstein (1156), Hallgraf (von Reichenhall) (1159), von Wasserburg (1166), Chorherr im Kloster Reichersberg (1169), urkundlich 1147–1175, († 16. Oktober 1175)
C3. Dietrich, Graf von Viechtenstein, Graf von Wasserburg (1171), Hallgraf (1185), Graf von Kreuzenstein (1190), († (25./27.) Januar (1206)); ⚭ (vor 1178) Heilika von Wittelsbach (* (1171); † 9. Oktober (1200)), Tochter von Herzog Otto I. von Wittelsbach (um 1117–1183) und Gräfin Agnes von Loon (1150–1191)
D1. Otto († 1. Juli, jung)
D2. Hedwig
D3. Mechtild, († nach Februar 1237); ⚭ I: () Friedrich II., Graf von Hohenburg im Nordgau, († 15. Mai (1209)), Sohn von Friedrich I., Graf von Hohenburg, (–1178) und N.N. von Regensburg (–); ⚭ II: (nach Mai 1209) Diepold VII., Markgraf von Vohburg (1205), († 26. Dezember 1225; ▭ im Kloster Kastl), Sohn von Berthold I., Markgraf von Vohburg, (–1185) und N.N. (–)
D4. Konrad, Graf von Wasserburg, Hallgraf (auch Salzgraf) (1217), Vogt von Rott am Inn, (†† (28./29.) Januar 1259, an Lebra, zu Offenburg bei Judenburg in der Steiermark; ▭ im Kloster Baumburg an der Alz); ⚭ (vor 17. August 1223) Kunigunde von Hirschberg († nach 2. Februar 1249), (⚭ I: () Berthold III., Graf von Bogen, Vogt von Oberaltaich, (⚔ 12. August 1218 in Damietta), Sohn von Adalbert IV., Graf von Bogen, Vogt von Prüfening (1180), Vogt von Oberaltaich (1190), (1165–1197) und Ludmilla von Böhmen ((1170)–1240)), Tochter von Gerhard II., Graf von Dollnstein, (-1191) und N.N. (von Lengbach) (–)
→Familie erloschen (ultimus familiae) – Das Erbe fiel durch Erbvertrag an Herzog Otto II. der Erlauchte
D5. Tochter
C4. Kunigunde, († 4. September (1168)); ⚭ () Egino III. „der Jüngere“, Graf von Urach, († 25. Juli (1160)), Sohn von Egino II., Graf im Swiggerstal (Ermstal) (1091–1105), (–1105) und Kunigunde (Hadwich) N.N. (–)
C5. Adelheid, Nonne im Stift Reichersberg (1169)
C6. Richardis, Nonne im Stift Reichersberg (1169)
A2. Otto von Wasserburg (⚔ 3. November (1112) bei Iringisheim)
A3. Dietrich, (Graf) von Wasserburg, († 1. Juni (1091/1098))